# Grzegorz Przysiężny
Grzegorz Bohdan Przysiężny (ur. 12 marca 1939 w Konstantynowie Łódzkim, zm. 2001) – polski dziennikarz, chargé d’affaires RP w Kambodży (1995–1999).

## Życiorys
Absolwent Wydziału Filologicznego Uniwersytetu Łódzkiego oraz Akademii Dyplomatycznej w Moskwie.
Członek PZPR, ZMS, ZMP. Kierownik sekcji prasy terenowej Wydziału Prasy Komitetu Centralnego PZPR, dziennikarz Głosu Robotniczego. Pracował w ambasadzie w Hanoi. Od 20 października 1995 do 1999 reprezentował Polskę w Kambodży jako chargé d’affaires.
Zmarł w 2001. Pochowany na łódzkim cmentarzu Doły.